# Петер Франц
Петер Ульріх Франц (нім. Peter Ulrich Frantz; 24 липня 1917, Лейпциг — 11 березня 2001, Кельн) — німецький офіцер, майор Генштабу вермахту (1 червня 1943), оберст резерву бундесверу. Кавалер Лицарського хреста Залізного хреста з дубовим листям.

## Біографія
В 1936 році вступив на службу в 4-й артилерійський полк. В серпні 1938 року переведений в 74-й артилерійський полк. Після Польської кампанії призначений командиром взводу 640-ї батареї штурмових гармат. В квітні 1940 року переведений в полк «Велика Німеччина». Учасник Німецько-радянської війни, відзначився у боях в районі Ясної Поляни. З квітня 1942 року — командир 1-ї батареї дивізіону штурмових гармат «Велика Німеччина». У вересні 1942 року був тричі поранений, а в березні 1943 року відзначився у боях під Харковом, де очолив весь дивізіон. В цих боях його дивізіон знищив 43 радянські танки. 5 лютого 1944 року відряджений на курси офіцерів Генштабу і 1 серпня 1944 року був зарахований в Генштаб. З 25 серпня 1944 року служив квартирмейстером штабу 41-го танкового корпусу. В травні 1945 року взятий в полон американськими військами.

## Нагороди
- Залізний хрест
  - 2-го класу (8 листопада 1939)
  - 1-го класу (3 липня 1940)
- Нагрудний знак «За участь у загальних штурмових атаках» (26 грудня 1940)
- Сертифікат Пошани Головнокомандувача Сухопутних військ Вермахту (21 жовтня 1941)
- Німецький хрест в золоті (19 січня 1942)
- Лицарський хрест Залізного хреста з дубовим листям
  - лицарський хрест (4 червня 1942)
  - дубове листя (№ 228; 14 квітня 1943)
- Нагрудний знак «За поранення»
  - в чорному (8 липня 1942)
  - в сріблі (29 вересня 1942)
  - в золоті (8 жовтня 1943)
- Медаль «За зимову кампанію на Сході 1941/42» (7 вересня 1942)
- Нарукавна стрічка «Велика Німеччина» (26 серпня 1944)